# حساب اطلاعات واحد
حساب اطلاعات واحد یک ردیف بودجه برای آژانس‌های اطلاعاتی و امنیتی بریتانیا است که شامل ستاد ارتباطات دولت بریتانیا (GCHQ)، سازمان اطلاعات مخفی بریتانیا (ام‌آی۶) و سازمان اطلاعات داخلی بریتانیا (ام‌آی۵) می‌شود.
در سال ۲۰۱۶ رئیس حسابرسی ردیف بودجه حساب اطلاعات واحد «مارک لیال گرانت» بوده است.
مقدار این ردیف بودجه در سال مالی ۲۰۱۴-۲۰۱۵ برابر ۲/۶ میلیارد پوند استرلینگ بوده است.